# جوش فولر
جوش فولر (بالإنجليزية: Josh Fuller)‏ (9 فبراير 1992 في المملكة المتحدة - ) هو لاعب كرة قدم بريطاني في مركز الوسط. لعب مع غريمسبي تاون وسبالدينغ يونايتد ‏ وGrimsby Borough F.C. ‏.

## وصلات خارجية
- جوش فولر على موقع قاعدة بيانات كرة القدم.إي يو (الإنجليزية)
- جوش فولر على موقع Soccerbase.com (لاعب) (الإنجليزية)